# SUSD3
SUSD3 (англ. Sushi domain containing 3) – білок, який кодується однойменним геном, розташованим у людей на 9-й хромосомі. Довжина поліпептидного ланцюга білка становить 255 амінокислот, а молекулярна маса — 27 119.
| 10         |  | 20         |  | 30         |  | 40         |  | 50         |
| ---------- |  | ---------- |  | ---------- |  | ---------- |  | ---------- |
| MRWAAATLRG |  | KARPRGRAGV |  | TTPAPGNRTG |  | TCAKLRLPPQ |  | ATFQVLRGNG |
| ASVGTVLMFR |  | CPSNHQMVGS |  | GLLTCTWKGS |  | IAEWSSGSPV |  | CKLVPPHETF |
| GFKVAVIASI |  | VSCAIILLMS |  | MAFLTCCLLK |  | CVKKSKRRRS |  | NRSAQLWSQL |
| KDEDLETVQA |  | AYLGLKHFNK |  | PVSGPSQAHD |  | NHSFTTDHGE |  | STSKLASVTR |
| SVDKDPGIPR |  | ALSLSGSSSS |  | PQAQVMVHMA |  | NPRQPLPASG |  | LATGMPQQPA |
| AYALG      |  |            |  |            |  |            |  |            |

A: Аланін

C: Цистеїн

D: Аспарагінова кислота

E: Глутамінова кислота

F: Фенілаланін

G: Гліцин

H: Гістидин

I: Ізолейцин

K: Лізин

L: Лейцин

M: Метіонін

N: Аспарагін

P: Пролін

Q: Глутамін

R: Аргінін

S: Серин

T: Треонін

V: Валін

W: Триптофан

Задіяний у такому біологічному процесі, як альтернативний сплайсинг. 
Локалізований у клітинній мембрані, мембрані.